# Grisollea
Grisollea là một chi thực vật thuộc họ Stemonuraceae.
Bao gồm các loài:
- Grisollea thomassetii, Hemsley